# Nusa smetsi
Nusa smetsi là một loài ruồi trong họ Asilidae. Nusa smetsi được Tomosovic miêu tả năm 2005. Loài này phân bố ở miền Ấn Độ - Mã Lai.